# Duvaucelia
Duvaucelia is een geslacht van zeenaaktslakken (Nudibranchia) uit de familie Tritonia's (Tritoniidae). De wetenschappelijke naam van de soort werd in 1826 voor het eerst geldig gepubliceerd door Risso. Tot 2020 was dit geslacht synoniem met Tritonia, toen een herziening van de Tritoniidae-familie het geslacht Duvaucelia weer in gebruik werd genomen.

## Soorten
- Duvaucelia lineata (Alder & Hancock, 1848)
- Duvaucelia manicata (Deshayes, 1853)
- Duvaucelia odhneri J. Tardy, 1963
- Duvaucelia plebeia (G. Johnston, 1828) = Kleine tritonia
- Duvaucelia striata (Haefelfinger, 1963)
- Duvaucelia taliartensis (Ortea & Moro, 2009)